# Szumata
Szumata (bułg. Шумата) – wieś w środkowej Bułgarii, w obwodzie Gabrowo, w gminie Sewliewo. Według danych Narodowego Instytutu Statystycznego, 31 grudnia 2011 roku wieś liczyła 401 mieszkańców.

## Historia
W trakcie wojny bałkańskiej jeden mieszkaniec wstąpił do legionu Macedońsko-Adrianopolskiego.